# Wilhelm Gottlieb Hankel

Wilhelm Gottlieb Hankel

Wilhelm Gottlieb Hankel (* 17. Mai 1814 in Ermsleben; † 17. Februar 1899 in Leipzig) war ein deutscher Physiker.
Hankel studierte an  der Universität Halle. 1840 wurde er hier für Physik und Chemie habilitiert. 1847 erhielt er eine außerordentliche Professur. In Halle wurde er 1839 in die Freimaurerloge „Zu den drei Degen“ aufgenommen. Von 1849 wirkte er bis 1889 als ordentlicher Professor der Physik in Leipzig. Seit 1849 war er ordentliches Mitglied der Königlich Sächsischen Gesellschaft der Wissenschaften. 1864 wurde er zum korrespondierenden Mitglied der Göttinger Akademie der Wissenschaften gewählt.
Hankel beschäftigte sich insbesondere mit den thermoelektrischen Eigenschaften der Kristalle und wies nach, dass Kristalle schlecht elektrisch leitender Mineralien durch Temperaturänderungen elektrisch werden, die hemimorph ausgebildeten mit entgegengesetzten Polen an den Enden der hemimorphen Achsen, die symmetrischen mit gleichnamigen Polen an den Enden derselben Achsen, wobei sich die beiden Polaritäten auf die verschiedenen Achsen verteilen. Er entdeckte am Flussspat die Photoelektrizität. Weitere Untersuchungen beschäftigten sich mit den thermoelektrischen Strömen zwischen Metallen und leitenden Mineralien, über das elektrische Verhalten der Flamme, über die bei der Gasentwicklung auftretenden elektrischen Erscheinungen sowie die bei der Einwirkung des Lichts auf in Wasser und Salzlösungen eintauchenden Metalle entstehenden elektrischen Ströme und über die magnetische Wirkung des Entladungssystems.
Wilhelm Gottlieb Hankel starb am 17. Februar 1899 in Leipzig und wurde in der V. Abteilung des Neuen Johannisfriedhofs beerdigt.

## Werke (Auswahl)
- De thermoelectricitate crystallorum: commentatio . . . Ploetz, Halle 1839–1840. (Digitalisat Band 1), (Band 2)
- Über die Magnetisirung von Stahlnadeln durch den electrischen Funken und den Nebenstrom desselben. Düsseldorf 1845. (Digitalisat)
- Messungen über die Absorption der chemischen Strahlen des Sonnenlichtes. Hirzel, Leipzig 1864. (Digitalisat)
- Zur Geschichte der Mathematik in Alterthum und Mittelalter. Teubner, Leipzig 1874. (Digitalisat)
- Über die thermoelektrischen Eigenschaften des Apatits, Brucits, Coelestins, Prehnits, Natroliths, Skolezits, Datoliths un Axinits. Hirzel, Leipzig 1883.